# Łaźnisko
Łaźnisko – wieś w Polsce, położona w województwie podlaskim, w powiecie sokólskim, w gminie Szudziałowo.
| SIMC    | Nazwa       | Rodzaj    |
| ------- | ----------- | --------- |
| 0042062 | Podłaźnisko | część wsi |
| 0042085 | Suchy Hrud  | kolonia   |

W latach 1975–1998 wieś administracyjnie należała do województwa białostockiego.
Prawosławni mieszkańcy wsi należą do parafii św. Jerzego w Wierzchlesiu.